# 낙지포항
낙지포항은 경상남도 사천시 서포면 비토리에 있는 어항이다. 2005년 7월 21일 지방어항으로 지정하여 관리하고 있다. 시설관리자는 사천시장이다.

## 어항 시설
- 방파제 202m, 물양장 110m

## 주요 어종
- 바지락, 전어 등